# Ernst Linder

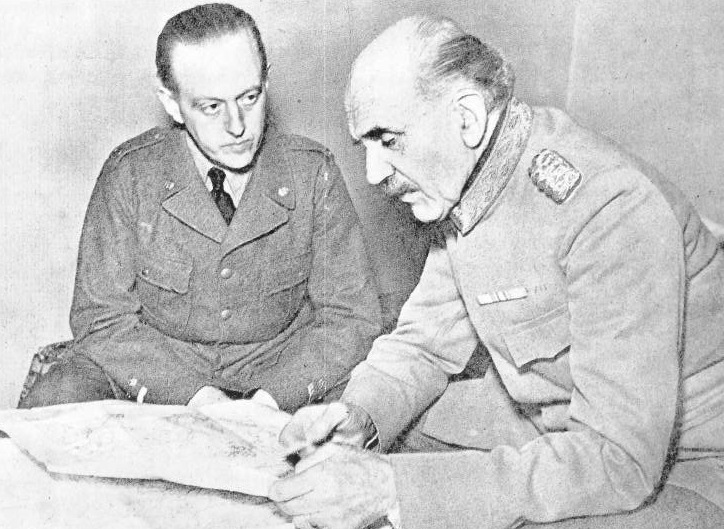
Il comandante dei volontari svedesi, il generale Ernst Linder, e il suo capo di stato maggiore Carl August Ehrensvärd a Tornio durante la Guerra d'Inverno.

Ernst Linder (Pohja, 25 aprile 1868 – Gävle, 14 settembre 1943) è stato un generale e cavaliere svedese.

## Biografia
Apparteneva ad una famiglia della piccola borghesia mercantile svedese e di origine finlandese per parte di madre, rigidamente pietista e nazionalista nei confronti della Svezia ma anche della Finlandia, che la famiglia Linder vedeva come una patria lontana e magnifica.
Fu educato alla scuola statale pietista di Karlskrona, dove i Linder si erano trasferiti dalla Finlandia dopo la nascita di Ernst, e poi ricevette una severa educazione militare all'Accademia militare di Stoccolma, dalla quale uscì come sottotenente di cavalleria in un reggimento della guardia reale. Invece di prendere subito servizio, si iscrisse al corso di filologia classica dell'Università di Lund, dedicandosi però, più che allo studio, ai duelli all'arma bianca che non di rado si disputavano tra gli allievi delle università europee.
Riprese servizio nel 1897 e fu ufficiale del reggimento della guardia al Palazzo reale di Stoccolma per tre anni con il grado di capitano e poi di capo della gendarmeria locale; in quegli anni vinse il campionato nazionale svedese di equitazione, specializzandosi nel dressage. Notato per la sua non comune bravura, fu promosso tenente colonnello dell'esercito svedese ad honorem nel 1909 e fu lautamente stipendiato dal governo svedese.
Fu membro del movimento irredentista a favore della Germania durante la prima guerra mondiale, e poi fu promosso maggior generale nel 1918. A lui e al conte Ehrensvärd fu affidato il comando del Corpo volontari svedesi che combatteva al fianco dei nazionalisti finlandesi contro i russi durante la Guerra civile finlandese; Linder fu responsabile dell'area militare di Salla e dei trasporti di contingenti armati nel Mar Baltico.
Lasciato momentaneamente l'esercito, si iscrisse ai Giochi olimpici di Parigi del 1924, dove con il suo cavallo, chiamato "Piccolomino", vinse tre medaglie d'oro nel dressage individuale e non. Tornato in patria fu insignito dell'Ordine di Carlo XIII.
Fu per qualche anno membro del Ministero della Guerra retto dal generale barone Axel Rappe e morì nel 1943.